# Katja Lehto
Katja Lehto, född den 14 augusti 1972 i Jyväskylä i Finland, är en finländsk ishockeyspelare.
Hon tog OS-brons i damernas ishockeyturnering i samband med de olympiska ishockeytävlingarna 1998 i Nagano.